# Залужное (Полтавская область)
Залужное (укр. Залужне) — село,
Яблоневский сельский совет,
Оржицкий район,
Полтавская область,
Украина.
Код КОАТУУ — 5323688203. Население по переписи 2001 года составляло 34 человека.

## Географическое положение
Село Залужное находится на левом берегу реки Чумгак,
выше по течению на расстоянии в 3,5 км расположено село Белоусовка (Драбовский район),
ниже по течению на расстоянии в 2,5 км расположено село Пилиповичи.
По селу протекает пересыхающий ручей с запрудой.

## История
До 1945 хутор Алексеевка
Село указано на трехверстовке Полтавской области. Военно-топографическая карта.1869 года как хутор  Алексеев (Ограновича)